# Bitka pri Mohaču
Bitka pri Mohaču ali bitka na Mohaškem polju  (madžarsko: mohácsi csata ali mohácsi vész, turško: Mohaç savaşı ali Mohaç meydan savaşı) je bil spopad med vojskama ogrsko-češkega kralja Ludvika II. Jagela in osmanskega sultana Sulejmana I. Veličastnega, v kateri so prepričljivo zmagali Osmani.
Osmanska zmaga je povzročila več stoletno delitev Ogrske med Osmanskim cesarstvom, Habsburško monarhijo in kneževino Transilvanijo. Beg Ludvika II. z bojišča in kasnejša smrt je pomenila konec dinastije Jagelo na Ogrskem, ker so dinastične pravice do Ogrske prevzeli Habsburžani s poroko Ludvikove sestre Ane s cesarjem Svetega rimskega cesarstva Ferdinandom I. Habsburškim.

## Ozadje
Po smrti absolutističnega kralja Matije Korvina so ogrski velikaši, ki niso želeli imeti še enega kralja, ki bi vladal s trdo roko, prestol prepustili notorično šibkemu češkemu kralju Vladislavu II. Jagelu (vladal 1490–1516).  Novoizvoljeni kralj je večino kraljevih posesti,  regalov in  pristojbin razdelil med visoko ogrsko plemstvo, da bi s tem ohranil svojo priljubljenost in utrdil oblast.  Centralna oblast je zaradi lahkomiselne proračunske in zemljiške politike kraljevega dvora kmalu zašla v resne finančne težave, predvsem zaradi povečanja fevdalnih zemljiških posesti na račun države. Črno vojsko, ki je bila največja stalna najemniška vojska v Evropi,  je aristokracija razpustila. Mogotci so porušili tudi sistem državne uprave. Mejne straže in grajske posadke niso dobivale plač, trdnjave so propadale, vsako pobudo za povečanje davkov in krepitev državne obrambe pa so zadušili. Mednarodna vloga Ogrske je upadla, njena politična stabilnost je bila omajana, socialni razvoj pa je obtičal.
Leta 1514 je ostareli kralj Vladislav II. doživel velik kmečki upor pod vodstvom Jurija Dózsa, ki ga je plemstvo pod vodstvom Ivana Zapolja kruto zatrlo. Brutalno zatiranje kmetov, ki je sledilo uporu, in politična neenostnost sta močno utrli pot osmanski invaziji in premoči leta 1526. Leta 1521 so Osmani osvojili najmočnejšo južno ogrsko trdnjavo Nándorfehérvár, sodobni Beograd. Najmočnejši ogrski plemiči so bili v tem času tako zaposleni z zatiranjem kmetov in prepiranjem z nižjim plemstvom v parlamentu, da se niso zmenili za pozive kralja Ludvika II. na boj proti Turkom. Notranje odnose v brezvladni državi je še poslabšal pojav zgodnjega protestantizma.    
Madžari so se dolgo upirali osmanskemu prodiranju v južno Evropo, s padcem Beograda in Šabca leta 1521 pa je večina južne Ogrske ostala brez obrambe. Kralj Ludvik II., ki je leta 1516 nasledil Vladislava II., se je leta 1522 poročil z Marijo Habsburško. Osmani so poroko obravnavali kot  krepitev zavezništva in grožnjo njihovim interesom na Balkanu, zato so na vsak način hoteli prekiniti novo zvezo. Po Sulejmanovem prihodu na oblast je Visoka porta ponudila Madžarom najmanj eno ali celo dve mirovni pogodbi, ki jih je Ludvik iz nepojasnjenih vzrokov zavrnil. Po bitki pri Čaldiranu in sklenitvi osmansko-poljskega miru leta 1525  se je verjetno dobro zavedal stanja na Ogrskem  in bil prepričan, da je vojna boljša izbira od miru. Osmani so tudi v obdobju miru pogosto vdirali na ogrsko ozemlje in zavzemali manjša ozemlja in obmejne gradove, odločilna bitka pa je še vedno ulivala nekaj upanja, da se takšno stanje prekine. Upanje je ugasnilo junija 1626, ko se je osmanska vojska začela pomikati ob Donavi proti severu.

### Dogodki v Evropi in francosko-osmanska zveza
Franoski kralj Franc I. je v bitki pri Paviji 24. februarja 1525 v spopadu s cesarjem Karlom V. Habsburškim doživel poraz in bil po več mesecih ječe prisiljen podpisati Madridsko mirovno pogodbo. 
V tem prelomnem trenutku je Franc I. naletel na razumevanje Osmanskega cesarstva, kar je kasneje pripeljalo do formalnega francosko-osmanskega zavezništva. Cilj Franca I. je bil jasen: dobiti močnega zaveznika Sulejmana I. proti močnemu Karlu V.. Francosko-osmansko zavezništvo  je v strateškem, včasih pa tudi taktičnem pogledu, trajalo približno tri stoletja in je v krščanskem svetu pomenilo velik škandal.
Da bi sprostil pritisk Habsburžanov na Francijo, je Franc prosil Sulejmana, naj sproži vojno proti Svetemu rimskemu cesarstvu, pot do njega pa je vodila preko Ogrske. Prošnja francoskega kralja se je dobro vklapljala v Sulejmanove načrte v Evropi in ga leta 1526 vzpodbudila k napadu na Ogrsko.

## Priprave
Izguba Beograda (Nandorfehervarja) leta 1521 je povzročila na Ogrskem velik preplah. Rekrutiranje 60.000 mož ogrske armade pod kraljevim poveljstvom, ki naj bi osvobodila izgubljeno trdnjavo, se je začelo prepozno in je potekalo prepočasi, poleg tega pa so pozabili na hrano, tako da je vojska zaradi lakote in bolezni razpadla in sploh ni poskušala osvoboditi zasedenega mesta. Leta 1523 je bil za poveljnika južne Ogrske imenovan nadškof  Pál Tomori. Splošna apatija, ki je vladala v državi, ga je prisilila, da je na lastne stroške začel popravljati in utrjevati  drugo črto ogrskega  obmejnega obrabmbnega sistema.
Tri leta kasneje, 16. aprila 1526, se je pred Istanbulom zbrala osmanska vojska pod osebnim poveljstvom sultana Sulejmana I.. Ogrski plemiči, ki še vedno niso dojeli  razsežnosti prihajajoče nevarnosti, se niso zmenili za kraljev poziv k orožju. Vojska bi se po kraljevem ukazu morala zbrati 2. julija, vendar na ta dan na zborno mesto ni prišel nihče, niti sam kralj. Zbiranje se je začelo šele potem, ko se je v taboru pojavil kralj. Vojni svet je poleg tega, da ni počakal na okrepitve, ki so bile oddaljene komaj dva dni hoje, naredil resno taktično napako, ko je za bojišče izbral Mohaško polje, ki je sicer odprto, vendar neravno in delno zamočvirjeno.
Ogrska armada je bila razdeljena na tri velike enote: transilvansko vojsko pod poveljstvom Ivana Zapolja, ki je bila zadolžena za čuvanje prelazov v Karpatih in  je imela 8.000-13.000 mož, glavnino pod poveljstvom Ludvika II., v kateri so bili številni španski, nemški, češki in srbski najemniki in druge manjše enote, katerim je poveljeval hrvaški grof Krsto Frankopan in so štele približno 5.000 mož. Končni cilj osmanskega pohoda je bilo težko predvideti, dokler vojska ni prečkala Stare planine (Balkana).  Ko so Osmani prečkali Balkan,  sta bili na ogrsko nesrečo transilvanska in hrvaška vojska  bolj oddaljeni od bojišča kot Osmani. Takratni zgodovinski zapisi, čeprav skopi, kažejo, da se je Ludvik bolj nagibal k umiku kot k neposrednemu spopadu z osmansko vojsko, čeprav bi s tem izgubil del svojega ozemlja. 
Ogski poveljniki so za bojišče izbrali odprto, vendar neravno in zamočvirjeno polje pri Mohaču, ki se spušča proti Donavi, in dopustili, da je nasprotnikova vojska  prodirala skoraj brez odpora. Medtem ko je Ludvik čakal v Budi, so Osmani oblegali več mest in prečkali Savo in Dravo. Ludvik je skupaj s hrvaškimi in poljskimi kontingenti in 800-1.000 mož iz Papeške države zbral 25.000-30.000 vojakov, medtem ko je osmanska vojska štela približno 50.000 mož, kar je verjetno pretirano, in imela  do 160 topov. Ogrska vojska se je razporedila tako, da je izkoristila prednosti terena in upala, da bo se bodo osmanske enote v bitko vključevale postopoma. Edina njena prednost je bila spočitost vojakov, medtem ko je bila nasprotnikova  vojska na koncu napornega pohoda v poletni vročini. Namesto da bi Ogri napadli izčrpanega nasprotnika, so samo opazovali, kako se prebijajo preko močvirij, ker bi bilo neviteško napasti nasprotnika, ki še ni pripravljen na bitko.

## Bitka
Ogrska je imala drago, toda zastarelo armado, sestavljeno večinoma oklepljenih vitezov in težke konjenice. Vojska je bila razporejena v dve vrsti. V sredini prednje vrste so bili najemniški pešaki in topništvo, na obeh krilih pa glavnina konjenice. V drugi vrsti so bili pomešani vpoklicani pešaki in konjenica. Osmanska armada je bila v tistem času ena od najbolj modernih in profesionalnih armad v Evropi. Sestavljena je bila iz usposobljene in disciplinirane pehote, oborožene s strelnim orožjem, in topništva in številnih pomožnih enot iz evropskih provinc, na katere so poveljniki gledali kot na topovsko hrano.
Natančno število vojakov obeh armad in trajanje bitke nista znana. Bitka naj bi se začela med prvo in drugo uro popoldne, njen konec  pa je težko določiti. Nekateri zgodovinarji trdijo, da je bila bitka kratka in je trajala samo dve do tri ure, kar je v nasprotju z nekaterimi pomembnini ugotovitvami. Osmanska vojska se namreč po zmagi ni umaknila z bojišča, ampak je tam prenočila brez vode in hrane. Glede na to, da vsi osmanski zgodovinarji trdijo, da je tisti dan deževalo, bi se njihova vojska po hitri zmagi verjetno umaknila v tabor. Da je bila bitka daljša, potrjuje tudi nekaj zanesljivih virov, ki trdijo, da je Ludvik pobegnil z bojišča v mraku, kar se 29. avgusta 1526 ni moglo zgoditi pred pol sedmo uro zvečer. Bitka je trajala verjetno več kor dve do tri ure, najbrž štiri do pet ur in je bila kljub temu ena najkrajših bitk v zgodovini. 
Bitko je z osmanske strani začela rumelijska vojska, katero je z desnega krila napadel  Pál Tomori in med neusposobljene čete vnesel precej zmede. Tomorijev prodor so zaustavile osmanske rezervne čete. Medtem ko je ogrsko desno krilo prodrlo tako daleč, da so puščice ogskih kirasirjev ogrozile celo samega sultana, se je pokazala premoč osmanske redne vojske in pravočasen napad janičarjev, predvsem na levem krilu, ki je zaustavil napadalce.  Ogrska vojska je imela precejšnje izgube zaradi izkušenega osmanskega topništva in ni mogla obdržati svojih položajev.  Tisti, ki niso uspeli pobegniti, so bili obkoljeni in pobiti ali ujeti. Posledice so bile katastrofalne. Ogri, ki so med pojemajočo bitko krenili v napad s kril, so se ujeli v past, ki jo je János Hunyadi pogosto uspešno uporabil proti Osmanom. Kralj je v mraku zapustil bojišče. Pri prečkanju reke je padel s konja in se zaradi težkega oklepa utopil. V bitki je bilo ubitih kakšnih 1.000 ogrskih plemičev in več kot 14.000 vojakov.
Po bitki je sultan ukazal, da se vsi ujetniki pobijejo. Naslednji dan je v svoj dnevnik zapisal: "Sultan na zlatem prestolu prejema  poklone vezirjev in begov, pobito 2.000 ujetnikov, dežuje kot iz škafa." Med 2.000 pobitimi ujetniki je bilo več pomembnih ogrskih poveljnikov. Sulejman ni mogel verjeti, da je bila ta majhna vojska vse, kar je proti njemu lahko zbrala nekoč močna država, zato se je pri Mohaču za nekaj dni ustavil in čakal in šele potem krenil protu Budimu.

## Posledice
Zmaga v bitki pri Mohaču Osmanskemu cesarstvu ni zagotovila tiste varnosti, ki ga je hotelo. Po bitki so vdrli v nebranjen in evakuiran Budim in izropali grad in okolico in se zatem umaknili.  Takšno stanje je trajalo do leta 1541, ko so dokončno osvojili in zasedli Budim.  Bitka je kljub temu dosegla svoj namen in je pomenila konec neodvisnosti Ogrskega kraljestva  kot enotne države. Osmanska okupacija je tudi prekrižala račune avstrijskemu nadvojvodi Ferdinandu  I., ki je bil svak umrlega Ludvika II. in zato po pogodbi s kraljem Vladislavom  II. njegov naslednik na Ogrskem. 
Češka je pripadla Habsburžanom, ki so dominirali v severnih in zahodnih delih Ogrske in delu sedanje Hrvaške, medtem ko so Osmani obdržali osrednjo Ogrsko in imeli suverenost nad delno neodvisno Transilvanijo. Takšno stanje je  bilo za Ogre dovolj velika vzpodbuda, da so se naslednjih sedemdeset let upirali osmanski okupaciji.  
Obdobje skoraj neprekinjenega vojskovanja na Ogrskem je zahtevalo stalno prisotnost osmanske vojske in povzročalo velike stroške, ki jih pretežno poljedelsko in v vojni razdejano kraljestvo ni moglo pokriti.  Krščanske vojske so v 16. stoletju večkrat oblegale Budim, Sulejman pa je umrl naravne smrti med obleganjem Sigeta  leta 1566.  Osmani so po drugi strani dvakrat neuspešno oblegali Eger, ki je vzdržal do leta 1596. Severnih in zahodnih delov Ogrske, ki je bila v posesti Habsburžanov, Osmani nikoli niso mogli osvojiti.

## Zapuščina
Na bitko pri Mohaču številni Madžari gledajo kot na odločilno prelomnico v svoji zgodovini in nacionalno travmo, ki je še vedno prisotna v ljudskem spominu. Če ima Madžar smolo, še vedno reče "v Mohaču je bilo še slabše" (Több je veszett Mohácsnál). Madžari gledajo na bitko kot na konec neodvisne in močne evropske države. 
Čeprav je Mohač pomenil odločilen poraz, je bila njegova zapuščina tista, ki je uničila neodvisno Ogrsko. Bitki sta sledili dve stoletji skoraj neprekinjenega vojskovanja med Habsburškim in Osmanskim cesarstvom, ki sta pretvorili Ogrsko v stalno bojišče. Madžarska je šele v 20. stoletju ponovno dobila politično neodvisnost, nekdanje politične moči pa ne.
Mohaško bojišče je bilo leta 1976 ob 450. obletnici bitke razglašeno za narodni spomenik. Spomensko obeležje je oblikoval arhitekt  György Vadász.